# Fire (chanson de Bruce Springsteen)
Singles de Bruce Springsteen
War
(1986) Brilliant Disguise (en)
(1987)
Fire est une chanson écrite par Bruce Springsteen en 1977. Elle rencontre le succès l'année suivante, interprétée par les Pointer Sisters.

## Versions de Bruce Springsteen
Bruce Springsteen a écrit Fire en imaginant que la chanson puisse être interprétée par son idole Elvis Presley,. Il la compose après avoir vu un concert d'Elvis au Spectrum de Philadelphie le 28 mai 1977. Le chanteur se souvient : « J'en ai envoyé une démo [à Elvis] mais il est mort avant qu'elle n'arrive ».
Springsteen enregistre Fire le 17 juin 1977. La chanson fait partie des 52 titres enregistrés pour Darkness on the Edge of Town mais n'apparait pas sur l'album de 1978. D'après le producteur Jon Landau, Springsteen s'inquiétait qu'en intégrant le titre à l'album, le label Columbia Records aurait voulu en faire un single alors que la chanson n'était pas représentative de l'album.
Bien que Springsteen ne comptait pas sortir Fire en single, le chanteur aurait été déçu que la version des Pointer Sisters atteigne la deuxième place des ventes de singles aux États-Unis en février 1979. À l'époque, son principal succès est Born to Run, qui n'est arrivé qu'en 23e position en 1975. Surtout, ce n'est pas la première fois que l'une de ses chansons rencontre un grand succès chantée par un autre artiste : en 1977, Manfred Mann's Earth Band atteint la première place des ventes avec sa chanson Blinded by the Light (en). Springsteen atteint finalement le top 10 en 1980, l'année suivant la reprise des Pointer Sisters, avec Hungry Heart. La chanson est écrite par Springsteen pour les Ramones, mais Landau le convainc d'en faire un single,.
Si la chanson n'apparaît pas sur Darkness on the Edge of Town, Springsteen chante Fire lors la tournée de promotion de l'album. Elle devient alors un classique du chanteur en concert et apparaît sur l'album Live/1975-85 sorti en 1986. Un single de la version live de Fire sort la même année. Elle atteint se classe dans plusieurs pays en 1987, notamment aux États-Unis (46e) et au Royaume-Uni (54e),. En 2010, la version studio de Fire apparaît sur son album The Promise.

## Version des Pointer Sisters
Fire est enregistrée par les Pointer Sisters pour l'album Energy (en), sorti en novembre 1978. Anita Pointer prend la tête du trio sur la chanson, accompagnée par ses sœurs June et Ruth. C'est le producteur Richard Perry qui leur propose la chanson, en leur faisant écouter une cassette de Bruce Springsteen chantant le morceau. Anita Pointer aurait dit « c'est trop bas pour moi : je suppose que tu veux que Ruthie la chante », Perry répliquant : « non, je veux que tu la chantes ». Selon Christine Arnold de Knight Ridder, Fire est « le temps fort d'Energy […] Springsteen a créé une chanson qui aurait pu être pour les Ronettes dans les années 1960, et les Pointers développe cet héritage de manière agréable. De point de vue des paroles, c'est une chanson simple, mais qui saisit l'indécision d'une femme qui veut et ne veut pas d'un homme en même temps. Et quand les Pointers [le mot] fire, c'est suffisant pour faire brûler votre platine ».
La version des Pointer Sisters atteint la 2e position du Billboard Hot 100 en février 1979, derrière Da Ya Think I'm Sexy? de Rod Stewart. C'est avec Slow Hand (en) la chanson la mieux classée du groupe. Fire est le premier single du groupe certifié disque d'or par la RIAA. Anita Pointer se souvient : « nous avions eu des albums d'or auparavant mais je ne réalisais pas la différence avec un single d'or […] cette chanson [était jouée] sans arrêt dans le monde entier. [Elle] est vraiment devenu un grand succès pour nous et a totalement changé notre carrière ». La chanson connaît en effet un succès mondial, se classant en première place des ventes en Belgique flamande, en Nouvelle-Zélande et aux Pays-Bas, 10e en Autriche, 34e au Royaume-Uni ou encore 35e en Allemagne.
En 2017, le magazine Billboard classe la chanson 48e sur leur liste des 100 meilleures chansons de groupes féminins de tous les temps (en anglais : 100 Greatest Girl Group Songs of All Time).

## Autres versions
Robert Gordon est le premier artiste à sortir une version de Fire, avant les Pointer Sisters. Gordon, chanteur de néo-rockabilly, rencontre Springsteen par le biais de Garry Tallent, bassiste du E Street Band. Springsteen offre la chanson à Gordon, après l'avoir vu joué avec Link Wray. D'après Gordon, « c'était Fire ou une autre chanson mais [Springsteen] a choisi de garder l'autre pour lui ». La version de Gordon est diffusée sur les radios rocks de l'époque. Elle passe 14 semaines dans le classement des 101 à 150 singles de Record World, culminant à la 106e place en septembre 1978.
La chanson est reprise par de nombreux artistes. Elle sert de face B à Shakin' Stevens pour son single Endless Sleep sorti en 1979 au Royaume-Uni ; elle est la face A du single aux Pays-Bas. Des versions jazz sont incluses sur l'album In a Heartbeat de Chuck Loeb (2001) et Fire de Fleurine (en) (2002).
La chanson est reprise en 2010 dans le 16e épisode de la première saison de la série télévisée Glee. Elle est interprétée par Kristin Chenoweth (April Rhodes) et Matthew Morrison (Will Schuester) lorsqu'ils se rencontrent sur une piste de patins à roulettes.